# Ingegneria dell'affidabilità
Ingegneria dell'affidabilità è un campo dell'ingegneria che tratta lo studio dell'affidabilità: capacità di un sistema o di un componente a compiere la funzione richiesta in determinate condizioni e per uno specificato periodo di tempo. Spesso l'affidabilità è definita come una probabilità.

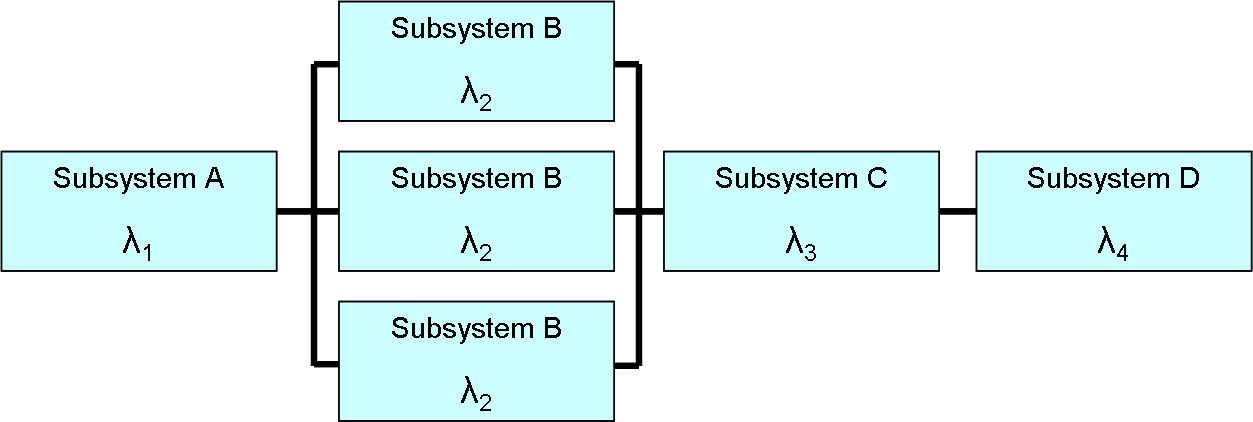
Diagramma a blocchi dell'Affidabilità

## Descrizione
L’affidabilità può essere definita in diversi modi: 
- L'idea che un oggetto o un dispositivo sia idoneo per l'impiego nel tempo;
- La capacità di un dispositivo o di un sistema di svolgere in modo appropriato la funzione per la quale è stato progettato;
- La caratteristica di un dispositivo o sistema di funzionare senza guastarsi;
- La capacità di un dispositivo o di un sistema di eseguire la funzione prevista in condizioni specificate per un determinato periodo di tempo;
- La probabilità che un dispositivo o di un sistema svolga la funzione prevista nelle condizioni specificate per un determinato periodo di tempo.

L'ingegneria dell'affidabilità fa uso di discipline quali le tecniche statistiche, la teoria della probabilità, e la teoria dell’affidabilità e di tecniche ingegneristiche come modelli di previsione, analisi delle caratteristiche termiche, prove di verifica dell'affidabilità e prove di vita accelerata.
L'applicazione di alcune di queste tecniche comporta talvolta costi elevati.
A seconda della natura di un progetto, nel caso in cui l'affidabilità rivesta un ruolo critico viene sviluppato un programma di affidabilità, nel quale sono definite e pianificate le attività da svolgere durante lo sviluppo del progetto.
La funzione dell'ingegneria dell'affidabilità è definire i requisiti di affidabilità per il prodotto, stabilire un adeguato programma di affidabilità ed eseguire i compiti e le analisi necessarie per garantire che prodotto soddisfi i requisiti previsti. Queste attività sono gestite da un ingegnere affidabilista (reliability engineer), con specifica formazione in materia.
L'ingegneria dell'affidabilità è strettamente connessa con l'ingegneria di manutenzione, l'ingegneria della logistica e l'ingegneria della sicurezza.
Di seguito sono descritte alcune delle più comuni attività di ingegneria dell'affidabilità.
Per una trattazione più completa dell'argomento fare riferimento ai testi citati in bibliografia.
Le metodologie proprie dell'ingegneria dell'affidabilità sono utilizzate in molte branche dell'ingegneria e della progettazione di prodotti quando è richiesto un determinato livello di affidabilità. Ad esempio: 
- Ingegneria dei sistemi (progettazione di sistemi complessi di varia natura)
- Ingegneria meccanica (progettazione di macchine e apparati meccanici)
- Ingegneria dell'autoveicolo (Automotive engineering) (progettazione di autoveicoli e loro componenti)
- Progettazione elettronica (progettazione di schede elettroniche)
- Progettazione software (sviluppo di programmi informatici).

In tutte queste discipline l'ingegneria dell'affidabilità ha il compito di orientare lo sviluppo del progetto in modo da garantire che un sistema (o un dispositivo in generale) sia in grado di svolgere la sua funzione in accordo con i requisiti di affidabilità stabiliti.
Le attività correlate con l'affidabilità abbracciano tutto il ciclo di vita di un sistema, incluso lo sviluppo del progetto, il collaudo, la fabbricazione, la messa in servizio e il funzionamento.

### Teoria dell'affidabilità
La teoria dell'affidabilità è alla base dell'ingegneria dell'affidabilità.
Dal punto di vista dell'ingegneria, l'affidabilità è definita come:
la probabilità che un dispositivo svolga la sua funzione per un determinato periodo di tempo in condizioni definite.
Matematicamente, questo può essere espresso con la formula:
{\displaystyle R(t)=\int _{t}^{\infty }f(x)\,dx\ },
in cui  {\displaystyle f(x)\ } è la probabilità di guasto e {\displaystyle t} è il periodo di tempo considerato (che si ipotizza partire dal tempo zero).
Quattro sono gli elementi chiave di questa definizione:
- In primo luogo, l'affidabilità è una probabilità. Questo vuol dire che il guasto è considerato come un fenomeno casuale: non sono considerate le cause dei singoli guasti, né le interrelazioni fra gli stessi, ma solo il fatto che la probabilità che avvengano dei guasti varia nel tempo secondo la funzione di probabilità indicata.
- In secondo luogo, l'affidabilità è riferita alla “funzione stabilita”, intendendo come guasto qualsiasi evento che ne impedisca la corretta esecuzione. La base per la definizione della “funzione stabilita” è la specifica dei requisiti, che, partendo dai requisiti espressi dal cliente, descrive in modo dettagliato il funzionamento del dispositivo da progettare.
- In terzo luogo, l'affidabilità è riferita ad un periodo di tempo specificato. In termini pratici, ciò significa che un sistema ha una determinata probabilità di funzionare senza guasti entro il tempo {\displaystyle t}. Generalmente è garantita la conformità alle prescrizioni di componenti e materiali per un tempo specificato, in base alle caratteristiche fisiche e costruttive degli stessi. Talvolta possono essere utilizzate unità di misura diverse. L'industria automobilistica potrebbe specificare l'affidabilità in termini di chilometri, i militari potrebbero specificare l'affidabilità di un pezzo di artiglieria per un certo numero di tiri. L'affidabilità di un apparato meccanico potrebbe essere definita in termini di cicli di utilizzo.
- In quarto luogo, l'affidabilità è limitata al funzionamento nelle condizioni definite. Questo vincolo è necessario perché è impossibile progettare un sistema per un numero illimitato di condizioni.

### Requisiti di affidabilità
Per ogni sistema da progettare, uno dei primi compiti dell'ingegneria dell'affidabilità è specificare adeguatamente i requisiti di affidabilità, che riguardano le prove, i criteri di valutazione, le attività da svolgere e la documentazione da produrre.
Questi requisiti devono essere integrati nella specifica dei requisiti dell'oggetto da progettare.

## Pianificazione dell'affidabilità
Per conseguire il previsto livello di affidabilità possono essere seguite modalità diverse.
Ogni sistema richiede uno specifico livello di affidabilità. Ad esempio, nel caso di un aereo di linea, le conseguenze di un guasto possono essere gravi, pertanto è normalmente previsto a budget (in fase di progetto, costruzione e manutenzione) un importo adeguato per far fronte alle esigenze di affidabilità. Diversamente per oggetti di uso comune per i quali le conseguenze di un malfunzionamento sono trascurabili non è generalmente previsto un budget di spesa per migliorarne l'affidabilità.
Per documentare esattamente compiti, metodi, strumenti, analisi e prove necessari per un particolare sistema viene redatto, nella fase iniziale di sviluppo del progetto, un piano di affidabilità, che può essere uno specifico documento per sistemi complessi, oppure, per sistemi più semplici, può essere integrato nella pianificazione generale di progetto. Nel piano sono precisati i compiti dell'ingegnere affidabilista e quelli inerenti l'affidabilità svolti dagli altri partecipanti al progetto.

### Parametri di affidabilità del sistema
I requisiti affidabilistici sono specificati usando parametri dedicati.
Il più noto è il parametro MTBF (Mean Time Between Failures - Tempo medio tra i guasti), oppure anche il "tasso di guasto" (numero di guasti attesi durante un determinato periodo di tempo). Questi parametri sono utilizzati per definire il grado di affidabilità di veicoli, macchine e attrezzature, apparati elettronici. Quanto maggiore è l'MTBF, tanto maggiore è l'affidabilità. L'MTBF è di solito indicato in ore (o in anni), ma può anche essere utilizzato con qualsiasi unità di misura come chilometri o numero di operazioni.
In altri casi, l'affidabilità è definita come la probabilità di successo della missione. In questo caso è espressa numericamente come la probabilità percentuale di concludere la missione (es. un volo di linea) senza che si verifichino guasti.
Simile a questo è il caso di quei dispositivi destinati ad operare una sola volta (single-shot), quali ad esempio gli airbag delle autovetture e i missili (in questo caso si parla di “disponibilità a richiesta” – “availability on demand”).
Per questi sistemi la misura dell'affidabilità è data dalla probabilità di successo (o di fallimento) alla richiesta.

### Modelli affidabilistici
I modelli affidabilistici per la previsione o l'analisi di un componente o sistema sono utilizzati in due distinti campi di indagine:
- L'approccio alla fisica dei guasti, per la comprensione dei meccanismi di guasto dei componenti.
- Il modello "part stress", che è un metodo empirico di previsione basato su quantità e tipi di componenti del sistema e le sollecitazioni alle quali sono sottoposti durante il funzionamento.

L'andamento dell'affidabilità nel tempo è generalmente descritta dalla cosiddetta "curva a vasca da bagno" (in inglese "bathtub curve"), caratterizzata da tre fasi distinte.
Durante la prima fase, detta della “mortalità infantile”, si verifica il guasto di tutti i componenti più deboli. Non appena queste parti vengono rimosse il tasso di guasto istantaneo decresce rapidamente ad un valore minimo, che persiste durante la seconda e più importante fase, il periodo di vita utile (periodo di tasso di guasto costante).
In questa fase avvengono ancora dei guasti, ma occasionali e distribuiti casualmente nel tempo.
Nella terza fase (periodo dei guasti per invecchiamento o “wear-out”) i componenti diventano più deboli e i guasti intervengono con maggiore frequenza.
La durata di questi periodi differisce sensibilmente a seconda dei materiali e dei componenti.
Maggiore è il tasso di invecchiamento per i componenti meccanici, mentre ad esempio per gli apparati elettronici la durata della vita utile è normalmente molto lunga, ed essi generalmente diventano obsoleti prima che i componenti entrino nel periodo dei guasti per invecchiamento.
Tramite prove di vita accelerate, aumentando le sollecitazioni fisiche (elettriche, meccaniche, temperatura, ecc.) può essere determinata empiricamente la funzione di distribuzione dei meccanismi di guasto.

### Testi di carattere interdisciplinare
- S.B. Blanchard, Design and Manage to Life Cycle Cost, Forest Grove, Weber System, 1978.
- S.B. Blanchard, Logistics Engineering and Management, 4ª ed., Englewood Cliffs, New Jersey, Prentice-Hall, Inc., 1992.
- S.B. Blanchard, Maintainability: A Key to Effective Serviceability and Maintenance Management, New York, John Wiley & Sons Inc., 1995.
- E. Cescon, M. Sartor, La Failure Mode and Effect Analysis (FMEA), Milano, Il Sole 24 ore, 2010, ISBN 978-88-6345-130-6.
- R. Denney, Succeeding with Use Cases: Working Smart to Deliver Quality, Addison-Wesley Professional Publishing, 2005.
- C.E. Ebeling, An Introduction to Reliability and Maintainability Engineering, Boston, McGraw-Hill Companies, Inc., 1997.
- K.C. Kapur, L.R. Lamberson, Reliability in Engineering Design, New York, John Wiley & Sons, 1977.
- L. Leemis, Reliability: Probabilistic Models and Statistical Methods, Prentice-Hall, 1995, ISBN 0-13-720517-1.
- P. D. T. O'Connor, Practical Reliability Engineering, 4ª ed., New York, John Wiley & Sons, 2002.
- J.D. Patton, Maintanability and Maintenance Management, North Carolina, Instrument Society of America, Research Triangle Park, 1998.
- M. Broccoletti, Gli strumenti della Qualità, http://www.lulu.com, 2013.
- E. Grassani L'errore come causa di infortunio  2022  Editoriale Delfino Milano 2022, ISBN 978-88-31221-68-9

### Testi specifici per il campo dell'edilizia
- AA. VV., La qualità edilizia nel tempo, Milano, Hoepli, 2003.
- Bruno Daniotti, Durabilità e manutenzione in edilizia, Torino, UTET, 2012.
- Vittorio Manfron, Qualità e affidabilità in edilizia, Milano, Franco Angeli, 1995.
- UNI, UNI 11156-1, Valutazione della durabilità dei componenti edilizi. Terminologia e definizione dei parametri di valutazione, 2006.
- UNI, UNI 11156-2, Valutazione della durabilità dei componenti edilizi. Metodo per la propensione all’affidabilità, 2006.
- UNI, UNI 11156-3, Valutazione della durabilità dei componenti edilizi. Metodo per la valutazione della durata (vita utile), 2006.

### Norme USA
- MIL-STD-785, Reliability Program for Systems and Equipment Development and Production, United States Department of Defense.
- MIL-HDBK-217, Reliability Prediction of Electronic Equipment, U.S. Department of Defense.
- MIL-STD-2173, Reliability Centered Maintenance Requirements, U.S. Department of Defense.
- MIL-HDBK-338B, Electronic Reliability Design Handbook, U.S. Department of Defense.
- MIL-STD-1629A, PROCEDURES FOR PERFORMING A FAILURE MODE, EFFECTS AND CRlTlCALlTY ANALYSIS
- MIL-HDBK-781A, Reliability Test Methods, Plans, and Environments for Engineering Development, Qualification, and Production, U.S. Department of Defense.
- IEEE 1332, IEEE Standard Reliability Program for the Development and Production of Electronic Systems and Equipment, Institute of Electrical and Electronics Engineers.
- Federal Standard 1037C a supporto di MIL-STD-188

### Norme UK
Nel Regno Unito, ci sono numerose norme aggiornate e mantenute sotto il patrocinio di UK MOD, come Norme della Difesa.
Le norme più importanti comprendono:
- DEF STAN 00-40 Reliability and Maintainability (R&M)
  - PART 1: Issue 5: Management Responsibilities and Requirements for Programmes and Plans
  - PART 4: (ARMP-4)Issue 2: Guidance for Writing NATO R&M Requirements Documents
  - PART 6: Issue 1: IN-SERVICE R & M
  - PART 7 (ARMP-7) Issue 1: NATO R&M Terminology Applicable to ARMP's
- DEF STAN 00-41: Issue 3: RELIABILITY AND MAINTAINABILITY MOD GUIDE TO PRACTICES AND PROCEDURES
- DEF STAN 00-42 RELIABILITY AND MAINTAINABILITY ASSURANCE GUIDES
  - PART 1: Issue 1: ONE-SHOT DEVICES/SYSTEMS
  - PART 2: Issue 1: SOFTWARE
  - PART 3: Issue 2: R&M CASE
  - PART 4: Issue 1: Testability
  - PART 5: Issue 1: IN-SERVICE RELIABILITY DEMONSTRATIONS
- DEF STAN 00-43 RELIABILITY AND MAINTAINABILITY ASSURANCE ACTIVITY
  - PART 2: Issue 1: IN-SERVICE MAINTAINABILITY DEMONSTRATIONS
- DEF STAN 00-44 RELIABILITY AND MAINTAINABILITY DATA COLLECTION AND CLASSIFICATION
  - PART 1: Issue 2: MAINTENANCE DATA & DEFECT REPORTING IN THE ROYAL NAVY, THE ARMY AND THE ROYAL AIR FORCE
  - PART 2: Issue 1: DATA CLASSIFICATION AND INCIDENT SENTENCING - GENERAL
  - PART 3: Issue 1: INCIDENT SENTENCING - SEA
  - PART 4: Issue 1: INCIDENT SENTENCING - LAND
- DEF STAN 00-45 Issue 1: RELIABILITY CENTERED MAINTENANCE
- DEF STAN 00-49 Issue 1: RELIABILITY AND MAINTAINABILITY MOD GUIDE TO TERMINOLOGY DEFINITIONS

Queste norme possono essere ottenute presso lo DSTAN
Ci sono anche numerose norme a carattere commerciale, realizzate da diverse organizzazioni fra le quali: SAE, MSG, ARP, e IEE.